# Mothocya epimerica
Mothocya epimerica is een pissebed uit de familie Cymothoidae. De wetenschappelijke naam van de soort is voor het eerst geldig gepubliceerd in 1851 door Costa.